# Puch bei Hallein
Puch bei Hallein – gmina w Austrii, w kraju związkowym Salzburg, w powiecie Hallein. Liczy 4497 mieszkańców (1 stycznia 2015).